# Ve Plus TV
Ve Plus TV, est une chaîne de télévision payante en langue espagnole basée au Venezuela, lancée le 28 août 2000, appartenant à Organización Cisneros et diffusée en Amérique latine.

## Signaux
- Feed 1 Ve Plus TV : Amérique latine et Espagne, à l'exception du  Venezuela et  Colombie
- Feed 2 Venevisión Plus :  Venezuela
- Feed 4 VmasTV :  Colombie
- Feed 4 Ve Plus TV Argentine :  Argentine (2014)
- Feed 5 Ve Plus TV Mexique  Mexique (2014)

## Histoire
Né avec le nom de "Venevisión Continental", voir une station de télévision par câble national et international Venezuela, en Amérique latine et en Europe, étant que le signal international pour "Venevisión". Il a été inauguré le 20 août 2000 et a cessé ses émissions en Juillet 2008.
En décembre 2007, le Groupe Cisneros a décidé de lancer le pilote "Novelisima" au Venezuela appelé "Venevisión Plus" et regarder le développement et la large audience réalisée par la présente, en Juin 2008, le projet "Venevisión Continental" a été relancé avec nommer "Novelisima".
Le 18 juillet 2012, Novelísima et Venevisión Plus Dominicana ont fusionné avant de devenir Ve Plus TV.